# Andrea Doria
Pour les articles homonymes, voir Andrea Doria (homonymie) et Doria.
Andrea Doria, né le 30 novembre 1466 à Oneglia et mort le 25 novembre 1560 à Gênes, est un condottiere, amiral et homme d'Etat génois. 
Membre de la famille Doria, il servit tour à tour le pape Innocent VIII puis François Ier et Charles Quint qui s'affrontaient pour dominer l'Europe. En 1528, avec l'aide de Charles Quint il rétablit l'indépendance de Gênes et joua un rôle déterminant dans l'histoire de la république de Gênes jusqu'à sa mort en 1560. 
Il est l'auteur de la réforme politique de la république de Gênes qui restaure la liberté de la cité et fut considéré comme le père de la patrie et le libérateur de la république de Gênes. Il fut l'un des plus grands généraux et un des meilleurs marins de son siècle.

## Biographie
Il naquit à Oneglia en Ligurie, fils d'Andrea Cœva et de Maria Caracosa, tous deux de la famille des Doria,. Voyant sa patrie en proie aux luttes entre les factions (Albergo), il s'éloigna et s'engagea successivement au service du pape Innocent VIII, de Ferdinand Ier d'Aragon, roi de Naples, et d'Alphonse II de Naples, son fils.
Lors de l'invasion du royaume de Naples par Charles VIII, Doria resta fidèle à Alphonse tant qu'il y eut espoir de salut, mais il s'attacha quelque temps après à Jean della Rovere, qui tenait pour Charles VIII à Naples, et lutta glorieusement contre Gonzalve de Cordoue.
Ayant ensuite quitté le service de terre pour celui de mer, il arma huit galères à ses frais, attaqua les corsaires Maures et les Turcs qui sillonnaient alors la mer Méditerranée, et les défit partout où il les rencontra, notamment lors d'une victoire majeure à la Bataille de Pianosa en 1519.
L'Italie est devenue à cette époque le théâtre d'une nouvelle guerre entre la France et l'Autriche. Doria embrassa d'abord le parti de la France. Il fut nommé par François Ier au commandement des galères françaises et battit la flotte de Charles Quint sur les côtes de Provence.Il participe au  Siège de Marseille en 1524 où il sauve la ville de Marseille, mais, s'apercevant qu'il était l'objet de la jalousie des ministres français et que François Ier tardait à ratifier les promesses qu'il avait faites en faveur de Gênes, il se tourna plus tard vers Charles Quint (1528), en revendiquant la restauration de la liberté de Gênes. Il chassa les Français de cette ville avec l'aide de la flotte impériale.
En 1528, il crée le Grand et le Petit Conseils de Gênes qui dureront jusqu'à la fin de la république de Gênes en 1797.
Il mit un terme aux querelles des factions dans Gênes, et fit adopter une forme du gouvernement oligarchique en instituant l'exclusivité de 28 maisons, les Albergo, sur les charges de gouvernement, faisant de ces rassemblements de familles des divisions politiques de droit public. Doria fit décréter que les doges qui, auparavant, étaient nommés à vie, seraient élus pour deux ans seulement ; quant à lui, il refusa la dignité de doge (mais accepta celle de censeur à vie). 
Le 2 janvier 1547, Gian Luigi Fieschi membre de l'influente famille Fieschi fait un complot contre Doria pour tenter de lui prendre le pouvoir et de l'assassiner ainsi que ses proches mais cela se termine mal pour lui et le jour même il se noie. 
Doria continua à servir l'empereur, affrontant plusieurs fois les Turcs dont Khayr ad-Din Barberousse, notamment à la bataille de Préveza, où il a été vaincu. J. J. Norwich, dans son Histoire de la Méditerranée, est beaucoup plus critique, l'accusant de double jeu et de félonie lors d'expéditions conjointes avec les Espagnols et les Vénitiens contre la flotte de la Sublime Porte.
Dans sa patrie, quelques conjurations éclatèrent contre lui (Voir : Gian Luigi Fieschi) qu'il réprima avec sévérité.
Il meurt à Gênes le 25 novembre 1560 à l'âge de 93 ans. 
La tombe d'Andrea Doria se situe dans l'Église Saint-Matthieu de Gênes.

## Titres et honneurs
- chevalier de l'ordre équestre du Saint-Sépulcre de Jérusalem
- chevalier de l'ordre de Saint-Michel (août 1527)[4]
- Pater Patriae "Père et libérateur de la Patrie" (1528) décerné par un décret du sénat de Gênes
- 1er Prince de Melfi en 1531 par l'empereur Charles Quint
- chevalier de l'ordre de la Toison d'or (1531)

## Hommages

### Statue

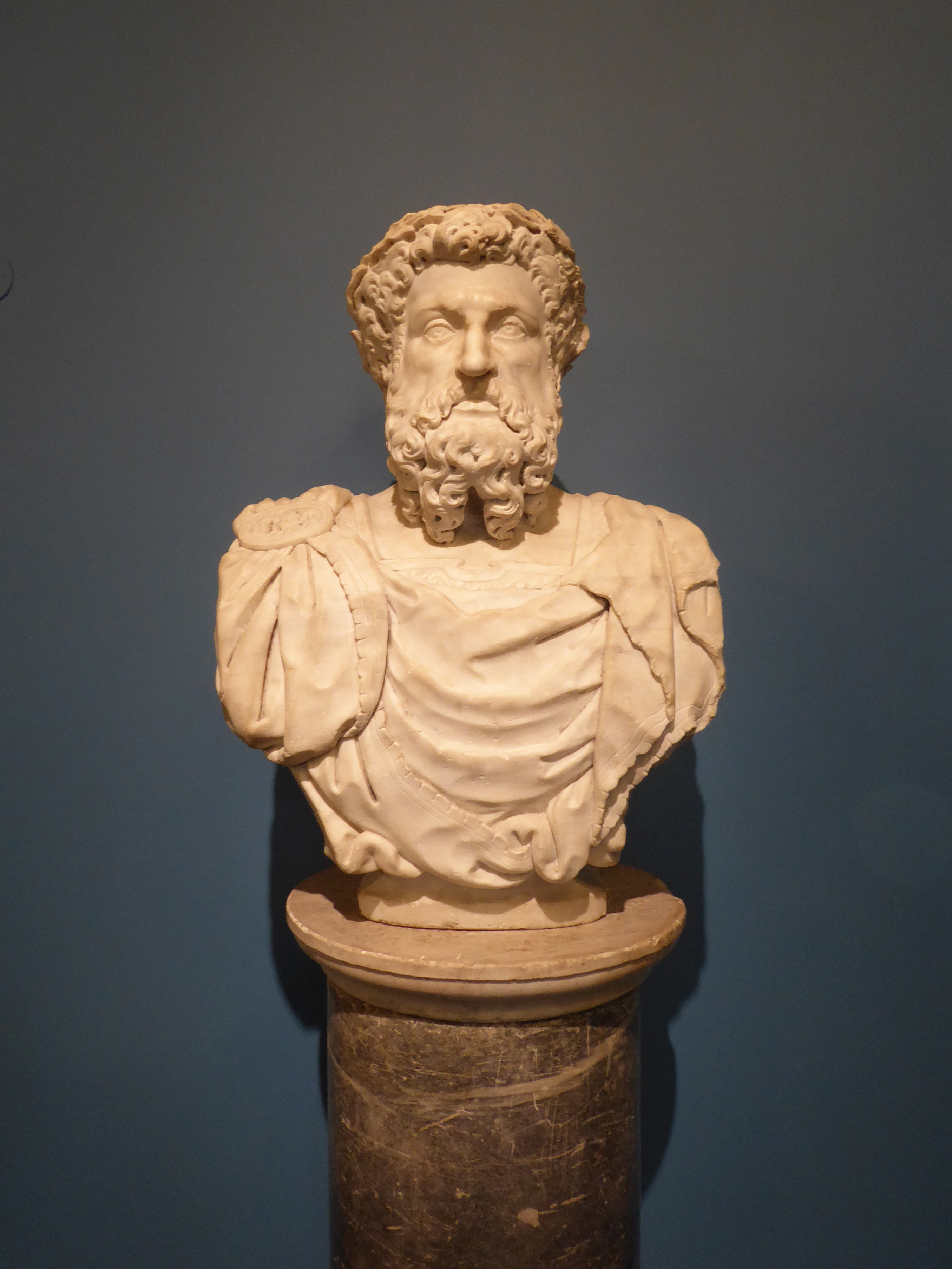
Buste d'Andrea Doria au Palais des Grands-Ducs, à Vilnius

- Gênes lui érigea une statue avec cette inscription : Au père de la patrie.
- Un Buste d'Andrea Doria est conservé au Palais des Grands-Ducs, à Vilnius en Lituanie.

### Représentation d'Andrea Doria
- Un portrait d'Andrea Doria en Neptune est peint par Bronzino, vers  1545-1546. Portrait d'Andrea Doria en Neptune par Bronzino, vers 1545-1546.

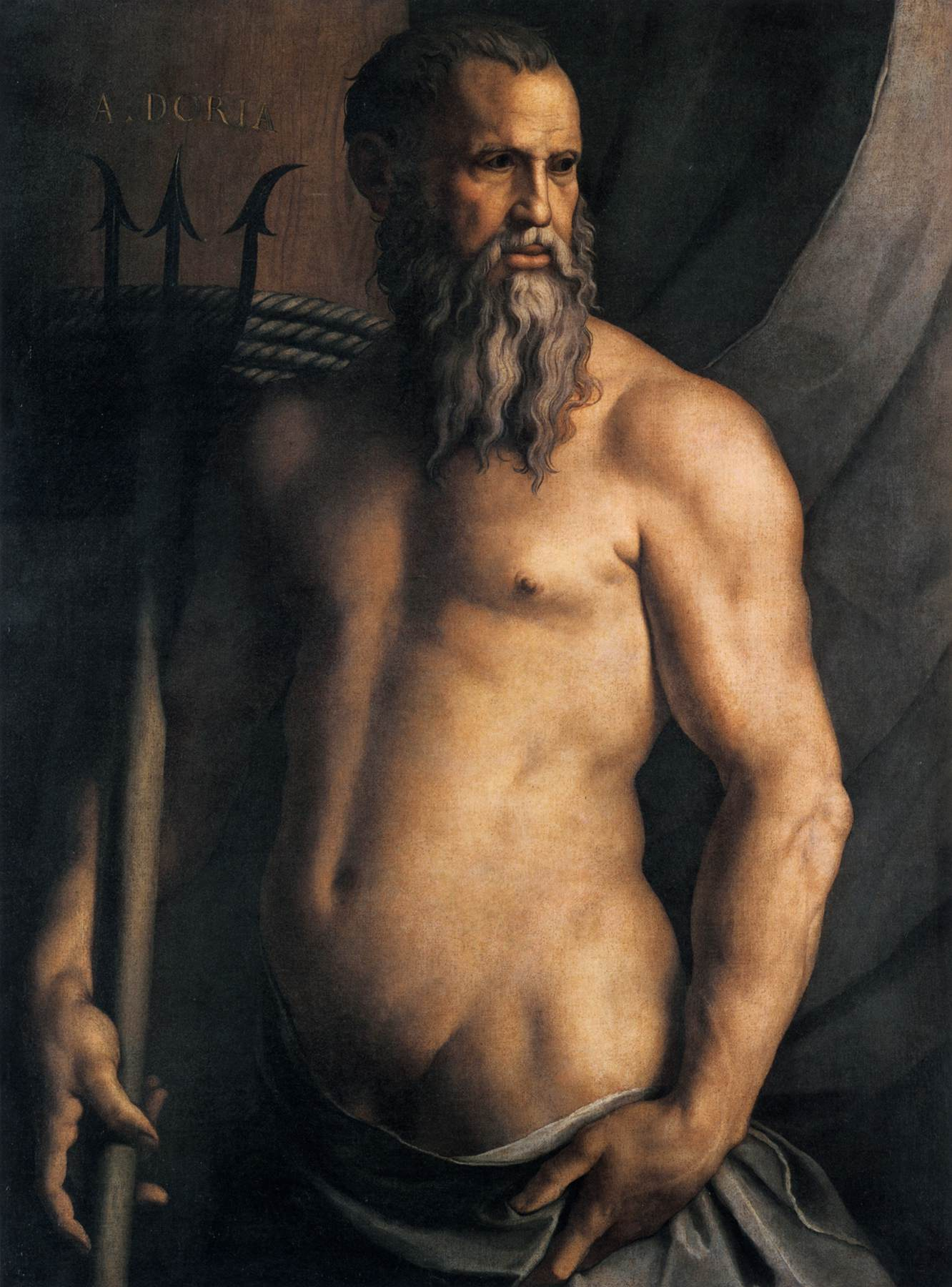
Portrait d'Andrea Doria en Neptune par Bronzino, vers 1545-1546.

- Andrea Doria apparaît sur la façade du Palazzo San Giorgio de Gênes aux côtés de d'autres personnages historiques de la république.

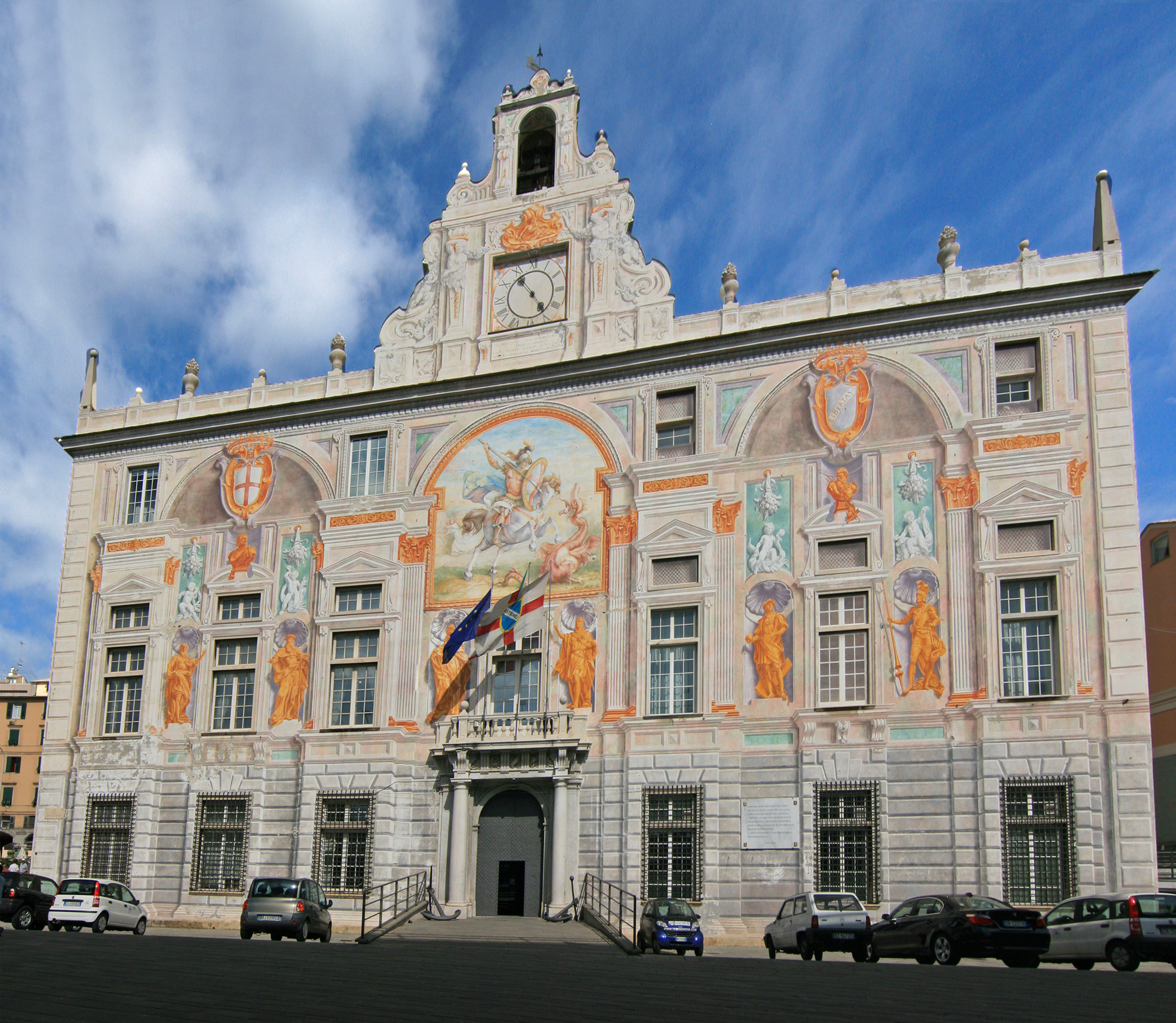
Palazzo San Giorgio de Gênes

### Marines italienne et américaine
Huit navires ont été nommés en son honneurs dont : 
- USS Andrew Doria (1775) Continental Navy
- Andrea Doria (cuirassé 1885)
- l'Andrea Doria, de classe Andrea Doria, lancé durant la Première Guerre mondiale (1913)
- Le paquebot transatlantique de l'Italian Line Andrea Doria (1950)
- Le croiseur lance-missiles Andrea Doria (C 553) (1963)
- Andrea Doria, un destroyer de classe Orizzonte ; (2005)

### Ponts
- Ponte Andrea Doria Gênes (Ligurie), (Italie)
- Ponte Andrea Doria Vintimille (Ligurie), (Italie)

### Villes avec des rues, avenues et places nommées en hommage à l'amiral Doria
- Via Andrea Doria Gênes (Ligurie), (Italie)
- Via Andrea Doria Imperia ex-Oneille (Ligurie),(Italie)
- Piazza Andrea Doria Imperia (Ligurie),(Italie)
- Lungomare Andrea Doria Albenga Province de Savone (Ligurie),(Italie)
- Via Andrea Doria Turin (Piémont),(Italie)
- Viale Andrea Doria Milan (Lombardie),(Italie)
- Via Andrea Doria Verone (Vénétie),(Italie)
- Via Andrea Doria Rome (Latium),(Italie)
- Via Andrea Doria Castel San Giovanni (Emilie-Romagne),(Italie)
- Viale Andrea Doria Catane (Sicile),(Italie)
- Carrer d'Andrea Dòria Barcelone (Catalogne), (Espagne)
- Carrer d'Andrea Doria Palma (Baléares),(Espagne)
- Carrer d'Andrea Doria Porto Cristo (Baléares),(Espagne)
- Carrer Andrea Doria Castellón (Communauté valencienne),(Espagne)
- Carrer Andrea Doria Alcalá de Henares (Communauté de Madrid),(Espagne)
- Carrer Andrea Doria Agüimes (Province de Las Palmas),(Espagne)
- Pasaje. Andrea Doria, Chorrillos (Province de Lima),(Pérou)
- Praça Andréa Dória São Paulo (Etat de São Paulo),(Brésil)
- North Andrea Doria Avenue Sierra Vista Arizona aux Etats-Unis

### Station de métro
- Principe (métro de Gênes)  (1992) (Le Principe "Prince" en italien est Andrea Doria, Prince de Melfi. Cette station de métro mène à la Villa del Principe qui était sa demeure)

### Clubs
- Le club omnisports italien fondé à Gênes en 1895 Società Ginnastica Andrea Doria (1895)
- Unione Calcio Sampdoria (1946)

### Astronomie
L'astéroïde(2175) Andrea Doria découvert en 1977 à été nommé en son honneur. 